# АК «Булонь-Біянкур» (хокейний клуб)
Атлетик Клуб «Булонь-Біянкур» (фр. Athletic Club de Boulogne-Billancourt (hockey sur glace)) — французький хокейний клуб з м. Булонь-Біянкур. Хокейна секція французького спортивного клубу АК «Булонь-Біянкур» була заснована в 1952 році. У даний час грає в другому дивізіоні чемпіонату Франції з хокею з шайбою.

## Історія
Атлетик Клуб «Булонь-Біянкур» швидко перетворився на одну з найкращих хокейних команд у Франції. Французький чемпіонат команда вигравала в 1957, 1960 і 1962 рр. Крім того, завойовували срібні нагороди у 1958, 1959, 1961, 1963, 1964, 1965 і 1966 роках. На міжнародному рівні в 1959, 1960 і 1961 роках тричі поспіль команда завоювала престижний Кубок Шпенглера у Швейцарії. Після сезону 1970/71 вилетіла з вищої французької ліги.
У сезоні 2014/15 років виступає у другому дивізіоні чемпіонату Франції.

## Логотипи клубу

## Статистика по сезонах
| Сезон     | Дивізіон               | Етапи                           | Результат         | Підсумкове місце          |
| --------- | ---------------------- | ------------------------------- | ----------------- | ------------------------- |
| 1954-1955 | 2 серія                |                                 |                   | 15                        |
| 1955-1956 | 2 серія                | Кубок Парижа Національний Кубок | фінал             | вихід до 1 серії          |
| 1956-1957 | 1 серія                | Фінал                           | 1 місце           | Чемпіон Франції           |
| 1957-1958 | 1 серія                |                                 |                   | 2 місце                   |
| 1958-1959 | 1 серія                |                                 |                   | 2 місце                   |
| 1959-1960 | 1 серія                |                                 |                   | Чемпіон Франції           |
| 1960-1961 | 1 серія                | Фінал                           |                   | 2 місце                   |
| 1961-1962 | 1 серія                | кваліфікація                    |                   | Чемпіон Франції           |
| 1962-1963 | 1 серія                | Фінал                           |                   | 2 місце                   |
| 1963-1964 | 1 серія                | Фінал                           |                   | 2 місце                   |
| 1964-1965 | 1 серія                |                                 |                   | 2 місце                   |
| 1965-1966 | 1 серія                |                                 |                   | 2 місце                   |
| 1966-1967 | 1 серія                |                                 |                   | 3-є місце                 |
| 1967-1968 | 1 серія                |                                 |                   | 3-є місце                 |
| 1968-1969 | 1 серія                |                                 |                   | 5 місце                   |
| 1969-1970 | 1 серія                |                                 |                   | 4 місце                   |
| 1970-1971 | 1 серія                |                                 |                   | 4 місце                   |
| 1971-1972 | 1 серія                |                                 |                   | 20 місце виліт до 2 серії |
| 1972-1973 | 2 серія                |                                 |                   | 12 місце                  |
| 1973-1974 |                        |                                 |                   | 12 місце                  |
| 1974-1975 |                        |                                 |                   | 13 місце                  |
| 1975-1976 |                        |                                 |                   | 17 місце                  |
| 1976-1977 | Ліга Б                 | Регулярний сезон                |                   | 18 місце                  |
| 1977-1978 | Ліга Б                 |                                 | 4 місце           |                           |
| 1978-1979 | Ліга Б                 |                                 |                   |                           |
| 1979-1980 | Ліга Б                 |                                 | 7 місце           |                           |
| 1980-1981 | Ліга Б                 |                                 | 5 місце           |                           |
| 1981-1982 | Ліга Б                 |                                 | 11 місце          |                           |
| 1982-1983 | Ліга Б                 |                                 | 7 місце           |                           |
| 1983-1984 | Ліга Б                 |                                 | 5 місце           |                           |
| 1984-1985 | Ліга Б                 |                                 | 12 місце          |                           |
| 1985-1986 | Ліга 2                 |                                 | 15 місце          |                           |
| 1986-1987 | Ліга 1Б                |                                 | 10 місце          | вихід до Ліги 2           |
| 1987-1988 | Ліга 2                 |                                 | 10 місце          |                           |
| 1988-1989 | Ліга 2                 |                                 | 13 місце          |                           |
| 1989-1990 | Ліга 2                 |                                 | 13 місце          |                           |
| 1990-1991 | Дивізіон 2             |                                 | 9 місце           |                           |
| 1991-1992 | Дивізіон 2             |                                 | 16 місце          |                           |
| 1992-1993 | Ліга 2                 |                                 | 14 місце          |                           |
| 1993-1994 | Ліга 2                 |                                 | 21 місце          |                           |
| 1994-1995 | Дивізіон 2             |                                 | 11 місце          |                           |
| 1995-1996 | Дивізіон 2             |                                 | 10 місце          |                           |
| 1996-1997 | Ліга 1Б                |                                 | 6 місце           |                           |
| 1997-1998 | не завершили чемпіонат |                                 |                   |                           |
| 1998-1999 | Дивізіон 3             |                                 | 9 місце           |                           |
| 1999-2000 | Дивізіон 3             |                                 | 7 місце           |                           |
| 2000-2001 | Дивізіон 3             |                                 | 5 місце           |                           |
| 2001-2002 | Дивізіон 3             |                                 | 3 місце           | вихід до 2 Дивізіону      |
| 2002-2003 | Дивізіон 2             |                                 | 8 місце           |                           |
| 2003-2004 | Дивізіон 2             |                                 | 15 місце          |                           |
| 2004-2005 | Дивізіон 2             |                                 | 13 місце          |                           |
| 2005-2006 | Дивізіон 2             |                                 | 14                |                           |
| 2006-2007 | Дивізіон 2             |                                 | 15}               |                           |
| 2007-2008 | Дивізіон 2             |                                 | 20                |                           |
| 2008-2009 | Дивізіон 2             |                                 | 9                 | виліт до 3 Дивізіону      |
| 2009-2010 | Дивізіон 3             |                                 | 2                 |                           |
| 2010-2011 | Дивізіон 3             | Фінал чотирьох                  | 3                 |                           |
| 2011-2012 | Дивізіон 3             | Фінал чотирьох                  | 3                 |                           |
| 2012-2013 | Дивізіон 3             | Регулярний сезон                | 3 Група A         |                           |
| 2013-2014 | Дивізіон 3             | Фінал чотирьох                  | 2                 | вихід до 2 Дивізіону      |
| 2014-2015 | Дивізіон 2             | Відбірний етап                  | 8 місце           |                           |
| 2015-2016 | Дивізіон 3             |                                 | 7 місце (Група А) |                           |
| 2016-2017 | Дивізіон 3             |                                 | 8 місце (Група В) |                           |
| 2017-2018 | Дивізіон 3             |                                 | 8 місце (Група С) |                           |
| 2018-2019 | Дивізіон 3             | плей-оф                         | 6 місце (Група С) |                           |
| 2019-2020 | Дивізіон 3             | плей-оф                         | 5 місце (Група А) |                           |